# خرچنگ‌های کلاهخودی
خرچنگ‌های کلاهخودی (نام علمی: Cheiragonidae) نام یک تیره از بالاخانواده چنگارواران است.